# Symphyosira lutea
Symphyosira lutea är en svampart som beskrevs av Preuss 1852. Symphyosira lutea ingår i släktet Symphyosira och familjen Helotiaceae.   Inga underarter finns listade i Catalogue of Life.